# Anna Bamford
Anna Bamford es una actriz australiana, más conocida por haber interpretado a Miranda Beaumont en la serie Wonderland.

## Biografía
Tiene una hermana.
Se entrenó en el Western Australian Academy of Performing Arts ("WAAPA").
Miranda es miembro fundador del "Sport For Jove Theatre Company".
Actualmente Anna sale con un joven llamado Joel.

## Carrera
En 2013 apareció como invitada en la serie Miss Fisher's Murder Mysteries. En abril del mismo año, se unió al elenco principal de la serie dramática Wonderland, donde interpretó a Miranda Beaumont hasta el final de la serie en 2015. El 1 de noviembre de 2016, apareció por primera vez como personaje invitado en la popular serie australiana Home and Away, donde interpretó a Jeanie Woods.

## Filmografía[6]

### Series de televisión
| Año         | Título                         | Personaje        | Notas                             |
| ----------- | ------------------------------ | ---------------- | --------------------------------- |
| 2018        | Underbelly Files: Chopper      | Elizabeth Allman | ep. #1.2 - miniserie              |
| 2017        | Here Come the Habibs!          | Samantha         | ep. "Lockdown"                    |
| 2016        | Home and Away                  | Jeanie Woods     | 8 episodios                       |
| 2013 - 2015 | Wonderland                     | Miranda Beaumont | 44 episodios                      |
| 2013        | Miss Fisher's Murder Mysteries | Lola             | episodio "Murder Most Scandalous" |

### Películas
| Año  | Título  | Personaje | Notas |
| ---- | ------- | --------- | ----- |
| 2012 | Choices | Charlotte | corto |

### Teatro
| Año         | Obra                      | Personaje        | Director (a)  | Teatro                 | Notas                                                          |
| ----------- | ------------------------- | ---------------- | ------------- | ---------------------- | -------------------------------------------------------------- |
| 2016        | The Present               | Maria            | John Crowley  | Sydney Theatre         | junto a Cate Blanchett, Jacqueline McKenzie y Richard Roxburgh |
| 2012        | The Crucible              | Abigail Williams | Michael Jenn  | WAAPA                  | -                                                              |
| 2012        | Vernon God Little         | -                | Sarah Giles   | WAAPA                  | -                                                              |
| 2012        | A Midsummer Night's Dream | Peter Quince     | Matt Edgerton | WAAPA                  | -                                                              |
| 2011        | The Pillars of Society    | Lona Hessel      | Chris Edmund  |                        | -                                                              |
| 2011        | The Boys                  | Michelle         | Will O’Mahony | WAAPA                  | -                                                              |
| 2009 - 2011 | Romeo and Juliet          | -                | Damien Ryan   | Sport For Jove Theatre | junto a Lizzie Schebesta, Damien Strouthos y Takaya Honda      |
| 2009 - 2010 | A Midsummer Night's Dream | Hermia           | Damien Ryan   | Sport For Jove Theatre | junto a Takaya Honda                                           |

## Premios y nominaciones
| Año  | Categoría                 | Premio               | Serie      | Resultado |
| ---- | ------------------------- | -------------------- | ---------- | --------- |
| 2014 | Most Outstanding Newcomer | Graham Kennedy Award | Wonderland | Nominada  |